# هجوم جنوب سوريا 2018
إن هجوم جنوب سوريا 2018 (18 يونيو – 31 يوليو 2018)، الذي يطلق عليه اسم عملية البازلت، عملية عسكرية أطلقها الجيش العربي السوري وحلفاؤه ضد المتمردين وتنظيم الدولة الإسلامية في جنوب سوريا. بدأ القتال بهجوم مفاجئ على المناطق التي يسيطر عليها المتمردون في الجزء الشرقي من محافظة درعا في محاولة لكسر الخطوط التي يسيطر عليها المتمردون وإضعاف المعنويات، قبل شن هجومهم على منطقة جنوب سوريا الكبرى.

## الخلفية

الوضع في جنوب سوريا قبل العملية

كانت مدينة درعا تعرف باسم «مهد الثورة»، كما كان تعذيب الشباب وقتلهم من درعا أحد الأحداث المحددة التي أدت إلى نمو حركة الاحتجاج ضد حكومة الأسد في عام 2011، وبالتالي، قال المحللون إن الاستيلاء عليها من قبل الحكومة سيكون انتصارا رمزيا رئيسيا على فصائل المعارضة، فضلا عن تعزيز سلطة الحكومة في جنوب سوريا، وكان هناك ما يقدر بنحو 750,000 مدني يعيشون في المنطقة قبل اندلاع القتال، وفقا لما أفادت به الأمم المتحدة.
وقد انطلق الهجوم في إحدى مناطق خفض التصعيد (الآمنة) التي اتفقت عليها روسيا وتركيا وإيران في مايو 2017، وفي يوليو من ذلك العام، أعلنت الولايات المتحدة وروسيا والأردن عن اتفاق توصلت إليه من أجل وقف إطلاق النار في مناطق درعا والقنيطرة والسويداء، وأفيد بأن واشنطن قد وعدت بتقديم رد قوي على أية حملة تنتهك الاتفاق. غير أن قوات الولايات المتحدة لم تتخذ أي إجراء لوقف الهجوم.
وللتخفيف من حدة الشواغل الإسرائيلية ومنع التدخل الإسرائيلي المحتمل، توصلت روسيا وإسرائيل إلى اتفاق قبل الهجوم بأن القوات التي تدعمها إيران لن تساعد الحكومة السورية على الهجوم على درعا، وقد حذرت حكومة الولايات المتحدة قوات المعارضة من أنها لا تستطيع أن تتوقع دعما عسكريا.

## الهجوم

### الاستيلاء على اللجاة
في 18 يونيو، استولى النظام السوري، أثناء الليل، على عدة مزارع بالقرب من منطقتي بصر الحرير ومسيكة. كما هاجمت القوات الحكومية البلدات التي تسيطر عليها فصائل المعارضة، وهي بصرى الشام، والغارية الغربية، والغارية الشرقية. وتركزت الهجمات على تحصينات فصائل المعارضة داخل البلدات. وذُكر أيضا أن المرحلة الأولى من الهجوم الذي شنته الحكومة في درعا ستركز على شرق درعا وستلتقط معبر نصيب الحدودي. وفي الوقت الذي شن فيه الجيش السوري هجماته، حاولت قوات المعارضة مقاومة الهجوم بالتقدم إلى داخل محافظة السويداء ولكن تم صدها.
وفي 19 يونيو، قصفت قوات المعارضة مدينة السويداء ردا على هجمات النظام على مواقعهم، في حين كان للجيش السوري في الوقت نفسه هجوم آخر ضد تنظيم داعش في الجزء الشمالي الشرقي من محافظة السويداء. وفي غضون ذلك، قصف الجيش السوري نصف دزينة من القرى الواقعة خارج مدينة درعا.
في وقت مبكر من صباح يوم 20 يونيو، بدأ الجيش السوري، بقيادة قوات النمر، باستخدام المدفعية الثقيلة والصواريخ لمحاولة الاستيلاء على مدينة بصر الحرير، بعد الاستيلاء على قاعدة دفاع جوي قريبة. وفي وقت لاحق من اليوم نفسه، أفيد أن القوات الحكومية قد استولت على قريتين وقطع منطقة اللجاة التي تسيطر عليها فصائل المعارضة، على الرغم من أن المعارضة أنكرت ذلك. وفي وقت لاحق، قصفت المدفعية التابعة للجيش السوري العديد من القرى.
وفي 21 يونيو، قامت القوات الجوية السورية، في منتصف الليل، بإجراء غارة جوية في المنطقة استهدفت على وجه التحديد قاعدة أحرار الشام بالقرب من الحراك، مما أسفر عن مقتل 10 مقاتل من المجموعة. واستهدفت الغارة الجوية أيضا ما يقرب من نصف دزينة من البلدات والقرى الأخرى. وإلى جانب القصف الجوي، استخدم الجيش أيضا قذائف أرض-أرض والمدفعية على القرى. كما أفيد بأن الجيش السوري قطع خطوط إمداد فصائل المعارضة في المنطقة. ومع قيام القوات الحكومية بإطلاق قذائف على المناطق التي تسيطر عليها فصائل المعارضة وتحقيق مكاسب مفرطة، أطلق المتمردون قذائف على السويداء ردا على الهجوم الذي شنته الحكومة.
وفي 22 يونيو، وبسبب زيادة القتال على طول الحدود السورية - الأردنية، نُشر الجيش الأردني عبر الحدود الشمالية الأردنية مع سوريا. وأفادت مصادر مؤيدة للمعارضة بأن القوات الحكومية قد ألقت 12 براميل متفجرة على بصر الحرير والبلدات المحيطة بها، في حين أفادت مصادر موالية للحكومة بأن الجيش السوري قد أطلق 30 قذيفة على بصرى الشام، وبصر الحرير، والكرك. وفي 23 يونيو، هاجمت فصائل المعارضة، بعد أن خسروا خمس بلدات، مواقع تسيطر عليها الحكومة في درعا نفسها. وشمل الهجوم استخدام القذائف.
وفي 24 يوينو، قدمت الطائرات العسكرية الروسية غطاء جويا للهجوم لأول مرة؛ وأفادت الشبكة السورية لحقوق الإنسان واتحاد منظمات الرعاية الطبية والإغاثة بوقوع ضربات موالية للحكومة على مرفق طبي في بصر الحرير. وأفادت مصادر موالية للحكومة بأن قوات المعارضة تمكنت من التسلل إلى نقاط تفتيش تسيطر عليها الحكومة داخل محافظة السويداء، ولكن تم صدها فيما بعد. وفي اليوم التالي، استولى الجيش السوري على 400 كيلومترا مربعا من الأراضي، بما في ذلك منطقة اللجاة بأكملها.

### المكاسب الحكومية السريعة
وفي 26 يونيو، سيطر الجيش السوري على بصر الحرير بعد أن هاجمت قوات النمر البلدة على عدة محاور وكسروا خطوط المعارضة التي تدافع عن المدينة. وخلال الاشتباكات، قُتل عميد سوري. وفي وقت لاحق من صباح اليوم نفسه، استولت قوات الحكومة السورية على بلدتين آخرين، مع انسحاب مقاتلو المعارضة إلى الحراك. عكس الهجوم المضاد الذي شنته المعارضة خلال ليلة 26 يونيو جزئيا المكاسب التي حققها الجيش السوري؛ إلا أنه في الساعات الأولى من يوم 27 يونيو، أعاد الجيش السوري بسط سيطرته بالكامل، حيث شق طريقه للاستيلاء على ثلاث قرى أخرى، وبذلك وصل إلى الضواحي الشرقية للحراك. وبهذه النقطة، أفاد برنامج الأغذية العالمي بأن ما يقرب من 50,000 شخص قد فروا من ديارهم في شمال درعا في غضون أسبوع للإفلات من القنابل، ولجأوا إلى مخيمات مؤقتة في الجنوب من المحافظة وفي محافظة القنيطرة.
وشهدت الفترة من 27 إلى 28 يونيو خسائر فادحة في الأرواح بين المدنيين، حيث قام المرصد السوري لحقوق الإنسان بتسجيل 46 قتيلا في غضون يومين من قصف بلدة بصرى الشام وبلدات أخرى. وفي 27 يونيو، استولى الجيش السوري على قاعدة اللواء 52، وكذلك على قرية تقع جنوبها. وفي وقت لاحق من اليوم نفسه، أفادت مصادر حكومية بأن القوات المتمردة قد فرت أو سلمت ثمانية مواقع على التوالي، بما في ذلك الحراك وقاعدتين، على الرغم من أن المرصد السوري حقوق الإنسان قال إن القتال استمر في الحراك. وبعد ذلك بيومين، أفادت مصادر حكومية بأن بعض الجماعات المتمردة والقادة في الجزء الجنوبي من محافظة درعا في بلدات مثل طفس، وداعل، وأبطع، والكرك، والجعيلة، وشرق مدينة درعا، قد وافقوا على تسليم أنفسهم إلى الحكومة السورية. كما أفيد بأن الجيش السوري قد استولى على ثلاثة مواقع أخرى من فصائل المتمردين.
وفي 30 يوينو، ذكرت مصادر مؤيدة للمتمردين أنه نتيجة لقصف القوات الموالية للحكومة، أصيب المسرح الروماني في بصرى بأضرار جسيمة، حيث تعرض بالفعل للغارات الجوية الروسية في 28 يونيو. وفي الفترة بين 30 يونيو و1 يوليو، سيطر الجيش على 13 بلدة من البلدات التي يسيطر عليها المتمردون، بما في ذلك بصرى الشام، بعد أن تم التوصل إلى اتفاقات تسليم مع القوات المتمردة في المنطقة. وأدى ذلك إلى توسيع نطاق سيطرة الحكومة إلى نحو 60 في المائة من المقاطعة. وبحلول ذلك الوقت، قدرت الأمم المتحدة عدد المدنيين المشردين داخليا بأكثر من 160,000، وأفادت الشبكة السورية لحقوق الإنسان بمقتل أكثر من 214 مدني، من بينهم 65 من الأطفال و43 من النساء، وأن الحكومة وحلفاءها استخدموا 258 صاروخا من طراز أرض - أرض، و293 قذيفة مدفعية، و397 برميلاً متفجراً على الأقل في الأيام الخمسة عشرة الأولى من الهجوم.

### التقدم نحو الحدود الأردنية
في الفترة من 1 إلى 4 يوليو، قام الجيش السوري بثلاث محاولات غير ناجحة للمضي قدما نحو معبر نصيب الحدودي، وكل مرة صدها المتمردون. وخلال القتال، ذكرت مصادر مؤيدة للحكومة أن الجيش لم يكن لديه الكثير من الدعم الجوي الروسي نظرا للمفاوضات الروسية الجارية مع المتمردين. ومع ذلك، فقد أفادت التقارير بأن الطائرات الحربية السورية قصفت طفس في 1 يوليو، حيث تقدم مقاتلو الحرس الجمهوري ولواء أبو الفضل العباس على الأرض باتجاهها.
وفي 2 يوليو، قدرت الأمم المتحدة أن 270,000 مدنيا قد شردوا بسبب القتال، بمن فيهم 70,000 طلبا للحصول على مأوى على الحدود الأردنية ولكنهم منعوا من دخول البلد. انسحب النصف المدني من وفد المعارضة من محادثات السلام من المحادثات مع الحكومة وروسيا. وفي اليوم التالي، بينما أوقف الهجوم، وقع انفجار في مستودع يستخدمه حزب الله ومليشيات أخرى تدعمها إيران في الجزء الشمالي من محافظة درعا على طول الطريق بين دمشق ودرعا. واتهمت عدة منافذ وسائل إعلامية قوات الدفاع الإسرائيلية بشن هجوم على المرفق، ولكن لم تبد الحكومة الإسرائيلية أي تعليق، كما أن المرصد السوري لحقوق الإنسان لم يتمكن من التحقق من سبب الانفجار. وبحلول 4 يوليو، ذكرت وكالات المساعدة الإنسانية أن ثمانية مستشفيات قد تعرضت للقصف منذ بداية الهجوم، حيث قتل ستة من العاملين الطبيين، وفي المجموع، قتل ما يزيد على 210 مدني وأصيب 500 آخرون بجروح. وفي غضون ذلك، شن جيش خالد بن الوليد، التابع لتنظيم الدولة الإسلامية، هجوما على القوات الموالية للحكومة في قرية الشيخ مسكين، مما أسفر عن مقتل عدد من عناصر قوات الدفاع الوطني.
في 3 يوليو، بعد فشل الجولات السابقة، استؤنفت المفاوضات مع الوساطة الأردنية بين روسيا والفصائل المتمردة.
وفي اليوم التالي، استولى الجيش السوري على بلدة صيدا، مما جعلهم على بعد ستة كيلومترات من معبر نصيب الحدودي. وقد جاء هذا التقدم بعد إجراء حوالي 600 غارة جوية في المقاطعة على مدى الساعات الـ 15 السابقة. وفي نهاية المطاف، استغرق القصف ما مجموعه 22 ساعة، نفذت خلالها 870 غارة جوية و1,400 غارة صاروخية ومدفعية. وفي وقت لاحق من اليوم، استولى الجيش على نصف دزينة من البلدات الأخرى وخمس نقاط حدودية بعد أن شن هجوما على الجنوب من بصرى الشام. وطهر هذا التقدم 230 كيلومترا مربعا من الأراضي على طول الحدود وأعاد القوات الحكومية على الحدود الأردنية للمرة الأولى منذ عام 2015. وفي تلك الليلة، قام الجيش السوري، في الفترة ما بين 5 و6 يوليو، بالاستيلاء على النعيمة، وهي آخر بلدة شرق مدينة درعا.
في 6 يوليو، كان الجيش السوري قد قريبً من نصيب، حيث جاء على مسافة ثلاثة كيلومترات من المعبر الحدودي. وكان الجيش يتقدم نحو نقطة عبور على محورين، مما أدى إلى الضغط على قوات المتمردين. وتوقع مصدر عسكري أن المعبر قد «يقع في غضون ساعات قليلة». وبعد ذلك بوقت قصير، تم الاستيلاء على المعبر، وفي اليوم التالي، احتفل الجنود بالاستيلاء على المعبر، حيث انتشرت القوات عبر البلدات والقرى في المنطقة. ومع إقامة السيطرة على طريق دمشق – عمان، شرع الجيش السوري في إقامة نقاط تفتيش وإزالة حواجز الطرق على طول الطريق الرئيسي.
وفي 7 يوليو، أفادت وسائل الإعلام الرسمية للدولة، والمتمردون، بأن الجماعات المتمردة قد وقعت على وقف لإطلاق النار من أجل تسليم الأسلحة، وأن أولئك الذين رفضوا الاتفاق سينقلون إلى إدلب.

### تطويق مدينة درعا والاستيلاء عليها

الحالة في مدينة درعا، 9 يوليو 2018

في 8 يوليو، بدأ الجيش السوري جمع القوات للاستيلاء على مدينة درعا. ومع استسلام عدة جماعات متمردة للحكومة، قامت 11 جماعة متمردة بتشكيل جيش الجنوب لمواصلة قتال الحكومة السورية وحلفائها في الجنوب. ورفضت الجماعة الاستسلام للحكومة وتعهدت بمواصلة القتال من أجل قضية المعارضة. وأجرت القوات الجوية الروسية والسورية 72 غارة جوية ابتداء من الفجر. وأفادت التقارير بأن الضربات قد نفذت بعد أن أطلق المتمردون النار على قافلة عسكرية على الطريق الرئيسي، قرب أم المياذن. ثم بدأ الجيش السوري هجوما على أم المازين. وأرجأ القتال عملية إجلاء المتمردين.
وفي مقابلة مع ممثل لفوج طه التابع للجيش السوري، والتي أجراها الخبير الإقليمي أيمن جواد التميمي، وصف الممثل الهجوم بأنه كثيف حيث كان المتمردون محصنين بشكل جيد ومسلحين بشكل جيد. وذكر أيضا أن كثيرا من القرى التي استولت عليها الحكومة قد رفضت اتفاقات المصالحة التي تدعمها روسيا وأن قرية جبيب قد خانت اتفاق وقف إطلاق النار، مما أدى إلى مقتل العديد من الجنود في القرية. وأكد الممثل أيضا أن مشاركة روسيا في الهجوم ودعمها له أمر ضروري لهجوم الحكومة، حتى أكثر من مشاركة إيران.
في 10 يوليو، ورد أن حوالي 4000 شخص قد فروا إلى الأراضي الخاضعة للسيطرة الإسرائيلية من جيب المقاطعة التي يسيطر عليها جيش خالد بن الوليد التابع لتنظيم الدولة الإسلامية، متوقعين هجوماً حكومياً. في وقت لاحق من ذلك اليوم، قامت داعش بشن هجوم بسيارة مفخخة على القوات الحكومية في قرية زيزون في غرب درعا، مدعيا أن الهجوم أسفر عن مقتل أكثر من 35 مقاتلا موالين للحكومة. ومع ذلك، أفاد النشطاء المؤيدون للمعارضة أن عدد القتلى هو 14 وأنه شمل أيضًا المتمردين المصالحة حديثًا.
في 11 يوليو، ذكرت وسائل الإعلام الموالية للحكومة أن القوات الجوية السورية قدمت الدعم الجوي للجيش الحر في اشتباكات ضد جيش خالد بن الوليد في بلدة حيت في حوض اليرموك، وأفادت مصادر معارضة بأن الطائرات الروسية والمروحيات الحكومية استهدفت جيش خالد بن الوليد في سحم الجولان، وقد ألقت القوات السورية قنابل برميلية. في اليوم التالي، سيطرت ميليشيات داعش على قرية الحيط من الجيش السوري الحر. وفي الوقت نفسه، أبلغت الحكومة عن إبرام صفقة مع قوات المعارضة بتسليم مدينة درعا الجنوبية للقوات الحكومية؛ دخلت الشرطة العسكرية وضباط الحكومة الروسية المدينة مع الصحفيين لرفع العلم العربي السوري، على الرغم من أن المقاتلين المتمردين بقوا في المدينة.
بحلول هذا الوقت من الهجوم، كانت الحكومة قد استولت على 84% من الأراضي في محافظة درعا، ومنذ اتفاقات الاستسلام التي أبرمها المتمردون مع الحكومة، ظهرت تقارير عن قيام رجال الميليشيات الموالية للحكومة بنهب الممتلكات وسرقتها من السكان المحليين في بلدة انضمت للمصالحة - مع تجاهل الشرطة العسكرية الروسية لهذه الأفعال وغض النظر عنها.

### الاندفاع داخل القنيطرة واستسلام فصائل المعارضة
في 15 يوليو، قصف الجيش السوري مواقع هيئة تحرير الشام في غرب درعا، وحاولت قوات النمر التابعة للجيش مهاجمة مواقع تحرير الشام ولكن تم صدها. ووفقا لما ذكرته مصادر حكومية، رفضت تحرير الشام تسليم المنطقة، في حين أعلنت الحكومة السورية أنها غير مستعدة للسماح لمقاتلي تحرير الشام بالتصالح مثل الجماعات المتمردة الأخرى في المنطقة، ولكنهم عرضوا ترحيل مقاتليهم إلى شمال سوريا. غير أن هيئة تحرير الشام رفضت هذا العرض واستمرت في القتال. كما استهدفت القوات الجوية السورية البلدات التي تسيطر عليها فصائل المعارضة الحارة وكفر ناسج في الجزء الشمالي الغربي من محافظة درعا.
وقد دعا الجيش السوري، الجيش السوري الحر وسكان بلدة الحارة، التي اعتبروها نقطة إستراتيجية، لطرد هيئة تحرير الشام من المنطقة. كما قامت الهيئة بالقبض على وقتل العديد من مسلّحي المعارضة الذين استسلموا للحكومة، وكذلك أولئك الذين كانوا يحاولون القيام بذلك. وفي نفس اليوم، غادرت مدينة درعا الدفعة الأولى من فصائل المعارضة وعائلاتهم (حوالي 400-500 شخص) المراد نقلهم إلى شمال غرب سوريا. وقد أفادت، رويترز ومنظمة الصحة العالمية واليونيسيف بأن الحكومة تسيطر على 80٪ من محافظة درعا، وأن أكثر من 160,000 شخص كانوا محاصرين في القنيطرة قد نزحوا بسبب الهجوم على درعا.
توغلت قوات الجيش السوري في محافظة القنيطرة في ذلك اليوم، حيث شنت القوات الجوية الروسية والسورية أكثر من 25 غارة جوية على قرية مسحرة التي تبعد 11 كم عن حدود الجولان. يقال إن الجيش السوري والقوات الإيرانية أطلقوا أكثر من 800 صاروخ على المناطق التي تسيطر عليها فصائل المعارضة في محافظة القنيطرة، كما استهدفوا خط إمدادات المتمردين بين درعا والقنيطرة. هاجم الجيش السوري ومجموعة شبه عسكرية تابعة لقوات الدفاع الوطني قرية مسحرة على طول الحدود مع مرتفعات الجولان واستولوا عليها، حيث كانت هيئة تحرير الشام وحلفائها يسيطرون عليها. ومع ذلك، نفى مسؤول في قوات المعارضة في القنيطرة أن القوات الحكومية قد استولت على القرية وقال إن القتال مستمر.
في 16 يوليو، واصل الجيش السوري قصف غرب درعا، مع تقدير لمنظمة حقوق إنسان بأن 230 قذيفة سقطت على المنطقة، مضيفةً أن القنابل البرميلية قد استخدمت أيضًا. في نفس اليوم، استولى الجيش السوري على بلدات الحارة والنمر وخمس قرى وعدة تلال بما في ذلك تل الحارة الإستراتيجي. بعد هذه التطورات، وسع الجيش السوري سيطرته إلى حوالي 90 ٪ من محافظة درعا.
في 17 يوليو، أدى قصف الجيش السوري إلى خسائر كبيرة في المنطقة. أفادت مصادر المعارضة والأمم المتحدة أن طائرة تابعة للقوات الجوية السورية استهدفت بلدة عين التينة في القنيطرة، حيث ضربت مبنى مدرسة لإيواء النازحين، مما أسفر عن مقتل ستة مدنيين بينهم ثلاثة أطفال وإصابة عدة آخرين. كما أبلغت الأمم المتحدة وإحدى المنظمات في الحكومية عن قصف القوات الجوية السورية لبلدة نوى والقرى المجاورة ممّا خلّف ما لا يقل عن 14 قتيلاً و 150 جريحًا، حيث أبلغت منظمة الصحة العالمية أن غارة جوية أصابت مستشفى نوى وألحقت أضرارًا به وبالمرافق الصحية العاملة في المنطقة. وقال قائد للجيش السوري الحر لوسائل الإعلام الموالية للمعارضة إن المتمردين استمروا في صد الهجوم الموالي للحكومة على مسحرة. في 18 يوليو، دعت مراسلون بلا حدود الأمم المتحدة إلى حماية المراسلين المعرضين للخطر بسبب التقدم المؤيد للحكومة في المنطقة، حيث أبلغوا أن 69 صحفياً في خطر شديد في القنيطرة ودرعا. في الفترة من 17 إلى 19 يوليو، أبلغت الأمم المتحدة عن غارات جوية وبرية للحكومة على بلدة تسيل ونوى والشيخ سعد في غرب درعا، ونبع الصخر في محافظة القنيطرة. وقد تذبذب عدد النازحين: أفادت الأمم المتحدة أنه في أعقاب هذه الأعمال القتالية المتصاعدة في القنيطرة، ارتفع عدد الأشخاص النازحين داخليا إلى 203,500 شخص، منهم 45-80,000 نازح حديثًا بسبب القتال الذي دار في الفترة من 17 إلى 19 يوليو، بالإضافة إلى النازحين بسبب القتال في مناطق سيطرة داعش في حوض اليرموك.
في 20 يوليو، بدأ المقاتلون المتمردون في محافظة القنيطرة يغادرون إلى إدلب بعد إبرام اتفاق إجلاء مع الحكومة السورية، مما سمح للجيش السوري والقوات المتحالفة معه بالسيطرة على قرى متعددة، بما في ذلك قاعدة قوة الأمم المتحدة لمراقبة فض الاشتباك. في الوقت نفسه تقريبا، تم وضع اللمسات الأخيرة على الخطة لإجلاء عدة مئات من أعضاء مجموعة الدفاع المدني المعروفة باسم الخوذ البيض من المناطق القريبة من هضبة الجولان التي تحتلها إسرائيل، إلى الأراضي الإسرائيلية والأردنية. وقد نفذت العملية القوات الإسرائيلية في 22 يوليو 2018؛ ومع ذلك، لم يتم إجلاء نحو 300 من ذوي الخوذ البيض لأنهم حوصروا بسبب القتال العنيف بين الجيش السوري وداعش.

### الهجوم على جيب داعش

الخطوط الأمامية المتغيرة (20/06 - 01/08) في هحوم جنوب سوريا
تحت سيطرة النظام السوري
تحت سيطرة الجيش السوري الحر
تحت سيطرة هيئة تحرير الشام
تحت سيطرة تنظيم الدولة الإسلامية
مناطق سيطرة المعارضة المنضمين للمصالحة الوطنية

في 21 تموز 2018، بدأ الجيش السوري هجومه على الجيب الذي يسيطر عليه داعش في جنوب غرب محافظة درعا، واستولوا على تل الجموع في الجنوب الغربي من نوى، كما تقدموا بالقرب من بلدة جلين، واستولوا على تل عشترة وغيرها المناطق القريبة. زعم تنظيم الدولة الإسلامية (داعش) أنه قتل 25 مقاتلاً من الجيش السوري والمعارضة السورية في الاشتباكات، كما زعم أنه استولى على بعض القرى. في وقت مبكر من اليوم التالي، تقدم الجيش السوري إلى بلدة جلين.
في 25 يوليو، نفذت داعش سلسلة من التفجيرات الانتحارية، واستهدفت المدنيين في القرى والبلدات في جميع أنحاء السويداء واختطاف العديد منهم، وهي منطقة درزية بشكل رئيسي خاضعة لسيطرة الحكومة اسميًا ولكن تتمتع بحكم ذاتي وظيفي، وبلغ عدد القتلى 255 شخصًا.
في 26 يوليو، وفقًا للقوات الإسرائيلية، أسقطت صواريخ باتريوت التابعة لجيش الدفاع الإسرائيلي طائرة نفاثة من طراز سو-22 السورية بعد مراقبة الطائرة التي كانت تطير على 2 كيلومتر (1.2 ميل) إلى إسرائيل. قُتل الطيار العقيد عمران ماري، وتحطمت الطائرة في منطقة على الجانب السوري من الحدود.
في 31 يوليو، استولى الجيش السوري بالكامل على ما تبقى من جيب داعش في حوض اليرموك. في ذلك الوقت، أفيد أن 150-200 من مقاتلي داعش استسلموا للجيش السوري. بعد استسلام قوات داعش في 31 يوليو، وردت تقارير تفيد بأن مقاتلي الجيش الحر السابقين في درعا الذين تصالحوا مع الحكومة، انضموا إلى الجيش السوري في هجوم حوض اليرموك وأعدموا عشرات المقاتلين الأسرى من جيش خالد بن الوليد التابع لداعش في نفس اليوم .

## ردود الفعل
فوق الوطنية
- الأمم المتحدة – ذكر مكتب تنسيق الشؤون الإنسانية أن الأمم المتحدة «تشعر بالقلق إزاء التقارير التي تتحدث عن تصاعد العنف في درعا، مما يهدد المدنيين ويتسبب في تشريد مئات الأسر».[169] وحذر ستافان دي ميستورا المبعوث الخاص للأمم المتحدة من الهجوم الذي شنه الجيش السوري والميليشيات الإيرانية مما سيسبب كارثة إنسانية ويعرض حياة أكثر من 750,000 شخص للخطر، ويذكر أيضا أن أكثر من 45,000 شخص قد شردوا بالفعل.[170] وأصدر أنطونيو غوتيريس بيانا قال فيه إنه «يدعو إلى وقف فوري للتصعيد العسكري الحالي ويحث جميع أصحاب المصلحة على احترام التزاماتهم الدولية بما في ذلك حماية المدنيين والبنية التحتية المدنية.»
- الاتحاد الأوروبي – أدان الاتحاد الأوروبي ما وصفه بانتهاك منطقة وقف إطلاق النار التي أقيمت في درعا بموجب اتفاقية أستانا ودعا الحكومة السورية وحلفائها إلى وقف الأعمال العدائية في درعا لتفادي حدوث أزمة إنسانية.[171] وفي 4 يوليو، قالت المتحدثة باسم الاتحاد الأوروبي مايا كوتشيجانيتش في بيان مكتوب، "هذه الهجمات هي انتهاكات واضحة للقانون الدولي والقانون الدولي الإنساني كما أنها تعرّض أي تقدم في جنيف لاستئناف المحادثات السياسية تحت وساطة الأمم المتحدة، للخطر. وأضافت "إن تجدد العنف يمكن أن يكون له أيضًا تداعيات خطيرة على أمن الدول المجاورة، مما قد يؤدي إلى موجات جديدة من اللاجئين والنازحين داخلياً".[172]

الدول
- الولايات المتحدة – قالت المبعوثة الأمريكية إلى الأمم المتحدة، نيكي هيلي فيما يتعلق بالاشتباكات الأخيرة، «يجب أن تتوقف انتهاكات النظام السوري لوقف إطلاق النار في جنوب غرب سوريا»، بينما قالت أيضًا: «ستتحمل روسيا في نهاية المطاف مسؤولية أي تصعيدات أخرى في سوريا».[173] بعد بداية الهجوم، ذكرت رسالة أمريكية موجهة إلى قيادة المتمردين تقول «ندرك تمامًا أن عليكم اتخاذ قراركم وفقًا لمصالحكم ومصالح مجموعتكم وفصيلكم كما ترون، ويجب ألا تبنون قراركم على افتراض أو توقع التدخل العسكري من جانبنا».[174] قال الخطاب أيضًا «نحن، في حكومة الولايات المتحدة الأمريكية، نتفهم المصاعب التي تواجهونها الآن، وما زلنا ننصح الروس والنظام السوري بعدم القيام بأي عمل عسكري ينتهك اتفاق خفض التصعيد في الجزء الجنوبي الغربي من سوريا».[175] في 26 يونيو، صرحت وزارة الخارجية الأمريكية، «نحن قلقون من التطورات في جنوب غرب سوريا، وخاصة تكثيف الغارات الجوية الروسية والهجمات البرية الموالية للنظام. هذا مرة أخرى مثال على انتهاك روسيا للترتيبات التي دخلت فيها دون أي اعتبار لحياة المدنيين».[176]

- تركيا – قال وزير الخارجية التركي مولود جاويش أوغلو إن الولايات المتحدة وروسيا وإيران هي المسؤولة عن الانتهاكات التي ارتكبتها الحكومة السورية، وقال المتحدث التركي باسم وزارة الخارجية فيما يتعلق بالوضع «إننا ندين بشدة هذه الهجمات غير الإنسانية التي يشنها النظام على الأبرياء». وأضاف أيضًا، «هذه الهجمات تعيق الجهود في أستانا والعملية المدعومة من الأمم المتحدة في جنيف للحد من العنف على الأرض وإيجاد حل سياسي للأزمة»،[177] وصرّح المسؤولون الأتراك أنهم غير مسؤولين عن الاتفاقيات المبرمة في درعا، لكن إذا هاجمت القوات الموالية للحكومة بما في ذلك الميليشيات الإيرانية والقوات الروسية فيتمسك الجيش التركي باتفاقية وقف التصعيد وسينتقم من الانتهاكات.[178] أخبر الرئيس التركي رجب طيب أردوغان الرئيس الروسي فلاديمير بوتين رداً على التقارير الناشئة عن الهجوم المخطط له في إدلب بعد الحملة في درعا، بأن اتفاق أستانا يمكن تدميره بالكامل، كما علق أردوغان على استهداف المدنيين في درعا.[179]
- إسرائيل – صرح مسؤول دفاعي إسرائيلي بأن الجيش الإسرائيلي سيهاجم أي قوات سورية تدخل منطقة وقف إطلاق النار التابعة للأمم المتحدة في مرتفعات الجولان، كما تحدث المسؤول عن اتفاق مع الحكومة الروسية، «الاتفاق هو الأساس لأي مستقبل للواقع الأمني بعد عودة الأسد إلى الحدود [الإسرائيلية] الشمالية،»[180] وقبل المغادرة للقاء مسؤولين روس، قال رئيس الوزراء الإسرائيلي بنيامين نتنياهو «إسرائيل ليس لديها مشكلة مع الأسد، لكن يجب أن يتم التقيّد باتفاقيات وقف إطلاق النار».[181]
- إيران – قال حسين سلامي، قائد الحرس الثوري الإيراني، في خطاب إنه سيكون هناك «جيش إسلامي» سينهي إسرائيل ويغزو هضبة الجولان.[182]
- الفاتيكان – ندد البابا فرانسيس بالهجوم الذي شنه الجيش السوري على درعا، قائلاً: «لقد قصفت الأعمال العسكرية في الأيام الأخيرة حتى المدارس والمستشفيات وتسببت في نزوح آلاف اللاجئين الجدد».[183]

محليًا
- هيئة تحرير الشام – أصدرت المجموعة بيانًا أدانت فيه جماعات الجيش السوري الحر التي عقدت صفقات مع روسيا للتنازل عن الأراضي التي يسيطر عليها في المنطقة؛ كما دعت جميع الجماعات المتمردة في الجنوب إلى الاتحاد والقتال كقوة موحدة ضد الحكومة السورية وحلفائها، وادعت أيضًا أنها ستكون منتصرة.[184]

- تنظيم حراس الدين - أصدرت المنظمة بيانًا بشأن الاشتباكات في درعا، تحث المسلمين على التبرع بالمال، والعمل على منصات وسائل الإعلام لرفع الوعي بالوضع، وكذلك تشجيع فصائل المعارضة في درعا على قتال قوات الجيش السوري في تقدمهم. كما وصف البيان أهمية الدفاع عن المنطقة لصالح المتمردين قائلًا إنها بوابة إلى المناطق الأخرى التي يسيطر عليها المتمردون في الجنوب.[185]
- إمارة القوقاز – أصدر فرع الجماعة في سوريا بيانًا يقول فيه إن الهجوم لم يكن مختلفًا عن الهجوم في الغوطة الشرقية، وأن الهجوم ينفّذ من قبل عشيرة الأسد العلوية و«الملحدين الروس» للقضاء على وتشريد المسلمين السنة في سوريا.[186]

- الإدارة الذاتية لشمال وشرق سوريا – في أعقاب الهجوم في جنوب سوريا والمحادثات حول عملية محتملة في محافظة إدلب، صرح مسؤولون من روجافا بأنهم على استعداد للتعاون مع روسيا وإيران والحكومة السورية ضد المعارضة والقوات التركية في إدلب، حيث كان الأكراد يرغبون بالتعاون مع الحكومة السورية وكذلك إيران وروسيا لاستعادة عفرين.[187][188]
- المعارضة السورية – أدانت مختلف جماعات المعارضة المسلحة الهجوم وطالبت بمزيد من التحرك الدولي لوقفه. أدان نصر الحريري، وهو مفاوض للمعارضة، عدم اتخاذ الولايات المتحدة أي إجراء أو تدخل وادّعى أن التفسير الوحيد لفشلهم في العمل هو بسبب ما وصفه بأنه «صفقة خبيثة». رداً على استسلام فصيل «شباب السنّة» (التابع للجيش الحر) للحكومة السورية، من خلال التفاوض مع المسؤولين الروس، أدان ضباط في الجيش السوري الحر المفاوضات ووصفوها بأنها خيانة، قائلين إنهم انسحبوا منها.[189][190]

الأطراف الأخرى المعنية
- حزب الله – أشاد الأمين العام لحزب الله ، حسن نصر الله، بالهجوم باعتباره «نصرًا كبيرًا».[191] ورداً على الضغط الذي مارسه وزير الخارجية الروسي سيرغي لافروف على المجموعة، بما في ذلك مطالب بالانسحاب من سوريا، صرح حسن نصر الله أن الطريقة الوحيدة لانسحاب حزب الله من سوريا ستكون إذا طلبت الحكومة السورية منهم المغادرة وقالوا رداً على مطالبهم «سوف أخبركم أنه إذا اجتمع العالم بأسره لإجبارنا على مغادرة سوريا، فلن يتمكنوا من إخلائنا».[192]
- تنظيم الدولة الإسلامية – رداً على رفض الحكومة السورية ترحيل مقاتلي داعش إلى صحراء شرق سوريا، نفذ داعش هجوماً واسع النطاق في السويداء، حيث أسر العديد من النساء الدرزيات وهدد بقتلهم ما لم توقف الحكومة السورية الهجوم في درعا.[193]

## التبعات
بحلول منتصف أغسطس 2018، أنشأت روسيا أربعة مواقع تابعة للشرطة العسكرية الروسية على طول «خط برافو» في المنطقة العازلة في مرتفعات الجولان، مع اثنين آخرين مخطط لهما.
في ديسمبر / كانون الأول 2018، استولت القوات المسلحة السورية على أسلحة من صنع الولايات المتحدة في درعا بعد أن أبلغ المواطنون المحليون الجيش بوجود مخابئ للأسلحة خلفها المتمردون، وقد نشرت وكالة سبوتنيك لقطات لذلك.